# Ajika (dippsås)

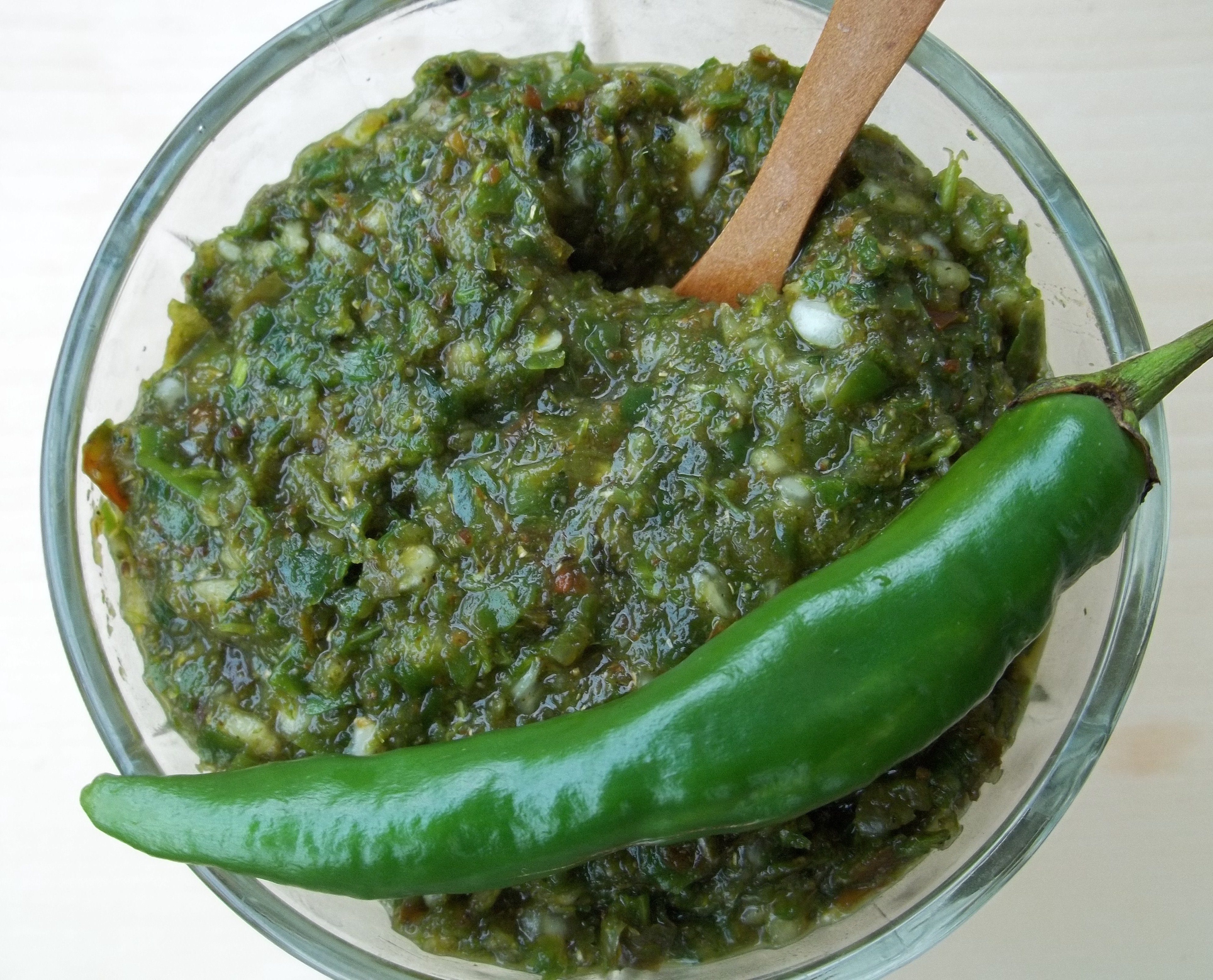
Grön ajika

Ajika är en dippsås från Georgien som innehåller chili, vitlök, valnötter, örter och olika kryddor så som basilika, koriander och dill samt salt, socker och olja. Då och då används även tomater och äpplen. Det används ofta som smaksättning för olika kött- och fiskrätter. 
Såsen är vanligtvis röd, men kan bli grön om man använder omogna chilifrukter. I båda fallen bör ingredienserna torkas innan de blandas ner i dipsåsen.
I Georgien och andra länder runt Kaukasus finns även Ajika som en krydda, då i fast form. Några droppar vatten förvandlar dock kryddan tillbaka till en dippsås.